# Nacionalni park Huascarán
Nacionalni park Huascarán (šp.: Parque Nacional Huascarán) je nacionalni park i rezervat biosfere koji pokriva većinu gorja Cordillera Blanca u Andama, u središnjoj peruanskoj pokrajini Ancash. Nazvan je po najvišoj planini Perua, 6.768 m visokoj planini Huascarán. Park površine 3.400 km² je osnovan 1975. godine kako bi se zaštitilo najviše tropsko gorje na svijetu, u čijim dubokim klancima se nalaze brze rijeke, ledenjačka jezera i slikovita raznolika vegetacija koja je dom ugroženim vrstama kao što su andski kondor i medvjed naočar. Zbog toga je Nacionalni park Huascarán upisan na UNESCO-ov popis mjesta svjetske baštine u Amerikama 1985. godine.

## Odlike
Nadmorska visina parka je od 2.000 do 6.000 m, gdje osim Huascarána postoji još 27 vrhova viših od 5.000 m, kao što su Alpamayo i Pisco, te 663 ledenjaka, 296 ledenjačkih jezera (volumena od 1 do 10 milijuna m³), 41 manja rijeka koje su pritoke većih rijeka kao što su Santa, Pativilca i Marañón, te termalni izvori u donjim dijelovima gorja (koji se koriste u terapeutske svrhe). Ovo područje je sklono potresima, kao što je snažan potres 1970. godine. 
Kajolik parka je raznolik, od pustinje Sechura na zapadu do peruvanskih yunga (ajmarski za "topla zemlja") šuma na istoku. U središtu je vegetacija karakteristična za područje planinske kišne šume središnjih kordiljera, s alpskom tundrom i vlažnim subalpskim paramo livadama na višim razinama. Zapravo, vlažni vjetrovi s Amazona koji donose obilne kiše od prosinca do ožujka, velike visine, i velika razlika u dnevnim i nočnim temperaturama, su dovele do velike bioraznolikosti. Tako u parku obitava 779 vrsta andskih biljaka, uključujući endeme kao što je divovski cvatovi Puya Raimondi visine do 10 m, 112 vrsta ptica (kao što su andski kondor (Vultur gryphus), divovski kolibrić (Patagona gigas), punski tinamu i torrentova patka (Merganetta armata), te deseci vrsta sisavaca kao što su ugrožene vrste: colocolo (Leopardus colocolo), medvjed naočar, andska planinska mačka (Leopardus jacobita), peruvanski guemal (Hippocamelus antisensis) i vikunja (Vicugna vicugna).
- Vrh planine Huascaran, Taulliraju
- Ishinca Tocllaraju
- Jezero Churup u parku
- Cvat Puya raimondii u parku

## Vanjske poveznice
- Službena stranica parka  Arhivirana inačica izvorne stranice od 20. lipnja 2009. (Wayback Machine) (šp.)
- World Conservation Monitoring Centre  Arhivirana inačica izvorne stranice od 13. ožujka 2007. (Wayback Machine) (engl.)
- UNESCO joins United Nations effort in response to Peruvian earthquake (engl.)

### Ostali projekti
|  | Zajednički poslužitelj ima još gradiva o temi Huascarán National Park |